# Valdemar IV da Dinamarca
Valdemar IV (c. 1320 – 24 de outubro de 1375), conhecido como o Novo Amanhecer (em dinamarquês: Atterdag), foi o Rei da Dinamarca de 1340 até sua morte. Conquistou a Escânia, Blecíngia, Halândia e a ilha da Gotlândia.